# Нетопир білосмугий
Нетопир білосмугий, або нетопир середземноморський (Pipistrellus kuhlii) — невеликий кажан роду нетопирів.

## Опис
Їх маса звичайно становить 5—10 г, довжина тіла 40—48 мм, довжина хвоста 30—34 мм, довжина передпліччя 31—37 мм, розмах крил 21—24 см. Своє наукове найменування отримав на честь німецького зоолога Генріха Куля.

## Поширення
Цей вид поширений в Африці, Європі та Азії у різноманітних місцях проживання, у тому числі сільськогосподарських і міських районах (в тому числі полює навколо вуличних ліхтарів). У Північній Африці цей вид, як правило, пов'язаний з людськими поселеннями, живиться у лісі, а також напівпустелі, поширений в оазах північної Сахари. Зустрічається в помірних луках і середземноморських чагарниках.

Динаміка ареалу і сучасне поширення Pipistrellus kuhlii в Україні

В Україні в Карпатському регіоні вперше знайдений у 2012 році.

## Звички
Харчується дрібними комахами, в тому числі Diptera, Psocoptera і Coleoptera. Літні материнські колонії знаходяться в тріщинах будівель. Зимові колонії знаходяться в ущелинах і підвалах.